# فرودگاه ماتسو نانگان
فرودگاه ماتسو نانگان (به انگلیسی: Matsu Nangan Airport) یک فرودگاه همگانی با کد یاتا LZN است که یک باند فرود بتن دارد و طول باند آن ۱۵۷۹ متر است. این فرودگاه در کشور چین قرار دارد و در ارتفاع ۷۱ متری از سطح دریا واقع شده‌است.

## شرکت‌های هواپیمایی و مقصدهای پروازی
| شرکت‌های هواپیمایی | مقصدهای پروازی       |
| ----------------- | -------------------- |
| Uni Air           | تیچون، سونگشان تایپه |